# Maja in vesoljček
Maja in vesoljček je slovenski mladinski znanstvenofantastični film iz leta 1988.
Razred vesoljčkov se z vesoljsko ladjo pripelje na ogled življenja na Zemlji. S priponkami šnurkami so nevidni, toda Gubangu deklici Maji da priponko in izgubi svojo nevidnost, s čimer povzroči zaplete.

## Produkcija
Delovni naslov je bil Gubangu - deček iz vesolja. Zadnja faza snemanja je potekala med 21. in 27. januarjem 1988 v ateljeju Viba filma za prizore na vesoljski ladji. Pred tem so snemali v Postojnski jami, v dolini Trente, okolici Bovca, Piranu in v piranskem ateljeju Viba filma.

## Kritike
Lilijana Resnik (Delo) je pohvalila preprost konflikt, trdno in pomensko zaokroženo zgodbo, zabavne akcijske prizore proti koncu filma in zanimivo prepletanje spoznavnega in filmskega ter resničnega in umišljenega. Profesorja Sajovica je opisala kot poosebljanje zmešanosti in raztresenosti odraslih. Všeč ji je bilo, da so dovolj težke resnice prepuščene otroški domišljiji in niso edukativne, podane na prvo žogo in dokončne, vendar pa dovolj učinkovite. Zaradi te nedokončnosti, ki daje prostor izzivu in humorju, se ji je zdel film tudi zelo zabaven.

## Zasedba
- Ana Papež: Maja
- Milena Zupančič: učiteljica
- Dario Ajdovec: Gubangu
- Marko Derganc: vesoljski spremljevalec Zambo
- Anton Terpin: vesoljski spremljevalec Mambo
- Maks Furijan: Tabuman
- Vesna Jevnikar: učiteljica vesoljka
- Ratko Ristić: Tarzan
- Črt Škodlar: profesor Sajovic

## Ekipa
- fotografija: Valentin Perko
- glasba: Urban Koder in Videosex[1]
- montaža: Stanko Kostanjevec in Zvezdana Sabotič
- scenografija: Ratko Ristić in Janez Kovič
- kostumografija: Zvonka Makuc
- maska: Anka Vilhar
- ton: Hanna Preuss

## Nagrade
- Teden domačega filma 1988: posebno priznanje Metod Badjura za fotografijo

## Izdaje na nosilcih
- Maja in vesoljček. videokaseta. Ljubljana : Andromeda, 1996 (COBISS)